# VV Oldenzaal in het seizoen 1959/60
Het seizoen 1959/1960 was het vijfde jaar in het bestaan van de Oldenzaalse betaaldvoetbalclub Oldenzaal. De club kwam uit in de Tweede divisie B en eindigde daarin op de 10e plaats.

## Wedstrijdstatistieken

### Tweede divisie B
|       | Be Quick | Enschedese Boys | Heerenveen | Hilversum | PEC   | Rheden | Tubantia | Velocitas | Velox | Zeist | Zwartemeer | Zwolsche Boys |
| ----- | -------- | --------------- | ---------- | --------- | ----- | ------ | -------- | --------- | ----- | ----- | ---------- | ------------- |
| Thuis | 1 – 4    | 3 – 3           | 1 – 1      | 4 – 1     | 2 – 1 | 5 – 3  | 3 – 1    | 0 – 1     | 1 – 1 | 3 – 0 | 1 – 1      | 0 – 2         |
| Uit   | 1 – 0    | 0 – 0           | 4 – 0      | 0 – 0     | 4 – 0 | 1 – 1  | 5 – 1    | 2 – 1     | 5 – 1 | 0 – 2 | 3 – 3      | 0 – 1         |

## Statistieken Oldenzaal 1959/1960

### Eindstand Oldenzaal in de Nederlandse Tweede divisie B 1959 / 1960
| Stand | Gespeeld | Gewonnen | Gelijk | Verloren | Punten | Doelpunten voor | Doelpunten tegen |
| ----- | -------- | -------- | ------ | -------- | ------ | --------------- | ---------------- |
| 10e   | 24       | 7        | 8      | 9        | 22     | 34              | 44               |

### Topscorers
| Competitie \| # \| Naam \| \| \| -------------- \| --------------------- \| -- \| \| 1. \| Gerrit Kuiper \| 14 \| \| 2. \| Johan Beuvink \| 4 \| \| 2. \| Peter Hoomans \| 4 \| \| 2. \| Hennie Koopman \| 4 \| \| 5. \| Rien Ensing \| 3 \| \| 6. \| Henk Kalsbeek \| 2 \| \| 7. \| Ton Pierik \| 1 \| \| 7. \| Toon Valks \| 1 \| \| Eigen doelpunt \| \| \| \| – \| T. J. Bremer (Rheden) \| 1 \| \| Totaal \| Totaal \| 34 \| |                       |      |
| # | Naam                  | Goal |
| 1. | Gerrit Kuiper         | 14   |
| 2. | Johan Beuvink         | 4    |
| 2. | Peter Hoomans         | 4    |
| 2. | Hennie Koopman        | 4    |
| 5. | Rien Ensing           | 3    |
| 6. | Henk Kalsbeek         | 2    |
| 7. | Ton Pierik            | 1    |
| 7. | Toon Valks            | 1    |
| Eigen doelpunt |                       |      |
| – | T. J. Bremer (Rheden) | 1    |
| Totaal | Totaal                | 34   |